# Nueva Esperanza, Tacotalpa
Nueva Esperanza är en ort i Mexiko.   Den ligger i kommunen Tacotalpa och delstaten Tabasco, i den sydöstra delen av landet, 700 km öster om huvudstaden Mexico City. Nueva Esperanza ligger 178 meter över havet och antalet invånare är 118.
Terrängen runt Nueva Esperanza är kuperad åt nordväst, men åt sydost är den bergig. Runt Nueva Esperanza är det ganska tätbefolkat, med 70 invånare per kvadratkilometer. Närmaste större samhälle är Amatán, 7,0 km väster om Nueva Esperanza. I omgivningarna runt Nueva Esperanza växer i huvudsak städsegrön lövskog.